# Barthold Fritze

Porträt von J.C. Eberling mit der Umschrift: Barthold Fritze berümter Clavier Macher in Braunschweig ist geboren Ao. 1697 ist gestorben Anno 1766

Titelblatt des von Fritze 1757 herausgegebenes Lehrbuchs: Anweisung, wie man Claviere, Clavecins, und Orgeln nach einer mechanischen Art, in allen zwölf Tönen gleich rein stimmen könne …

Barthold Fritze (* 1697 in Holle; † 17. Juli 1766 in Braunschweig) war ein deutscher Erfinder, Musiktheoretiker und Tasteninstrumentenbauer, der besonders für seine Clavichord- und Orgelbauten bekannt ist.

## Leben und Werk
Barthold Fritze war der Sohn eines Müllers und sollte ursprünglich ebenfalls diesen Beruf ausüben. Aufgrund seiner außerordentlichen musikalischen wie handwerklichen Begabung erlernte er jedoch das Handwerk des Musikinstrumentenbauers. Nachdem er 1720 das Bürgerrecht der Stadt Braunschweig erhalten hatte, gründete er ohne fachliche Vorbildung einen Handwerksbetrieb und baute fortan Orgeln, Orgelpositive, Spinette, Cembali, Hammerklaviere, v. a. aber Clavichorde, insgesamt ca. 500 Instrumente. Bereits zu Lebzeiten galt Fritze als „berühmtester Instrumentenmacher und Mechanikus zu Braunschweig“.
Seine Instrumente, auch hier besonders die Clavichorde, sind u. a. für ihre solide handwerkliche Arbeit, künstlerische Gestaltung (z. B. Malereien) und die Stärke des Bassregisters geschätzt. Letzteres erreichte Fritze durch Hinzufügung einer Oktavseite. Diese dunkle Klangfarbe machte Fritzes Instrumente auch über Deutschland hinaus bekannt, sodass sie u. a. bis in das Russische Kaiserreich exportiert wurden.
Fritze war auch als Erfinder aktiv. So entwickelte er eine Horizontalwindmühle, fügte der Klarinette eine 4. und 5. Klappe hinzu und entwickelte ein Reisespinett. Er konstruierte auch Spieluhren, wie z. B. Flötenuhren und Singvogeluhren, von denen der englische König eine mit an seinen Hof nach London nahm, sodass Fritze in einem Nachruf als „deutscher Vaucanson“ bezeichnet wurde.
Als Musiktheoretiker brachte er 1756 die Anweisung, wie man Claviere, Clavecins, und Orgeln nach einer mechanischen Art, in allen zwölf Tönen gleich rein stimmen könne … heraus. Dabei stützte er sich allerdings auf Arnolt Schlicks mitteltönige Stimmung, statt auf die neuere gleichstufige Stimmung.
Von Fritzes etwa 500 Instrumenten sind nur sehr wenige erhalten. Sämtliche Orgeln und Hammerklaviere gelten als verloren, nur von den seinerzeit sehr begehrten Clavichorden existieren noch vier: Ein Instrument von 1747 befindet sich im Musikinstrumenten-Museum Berlin, eins von 1751 gehört dem Victoria and Albert Museum in London, eins ist Teil der Musikinstrumentensammlung Grumbt in Hattingen und ein Instrument von 1756, das ursprünglich im Schloss Salzdahlum gestanden haben soll, war lange Zeit im Privatbesitz der Braunschweiger Familie Grotrian-Steinweg, bis diese es 1985 zusammen mit einer Vielzahl anderer Instrumente der Stadt Braunschweig im Rahmen einer Schenkung überließ. Das Instrument ist heute in der Musikalienabteilung des Städtischen Museums Braunschweig zu besichtigen.